# Hunan
Hunan kiejtéseⓘ (kínai: 湖南, pinjin: Húnán) a Kínai Népköztársaság délkeleti tartománya. Nevét („a tótól délre”) a tartomány északi részén található Tungting-tóról kapta. A tartomány székhelye és legnagyobb városa Csangsa.

## Történelem
Kína írott történetében i.e. 350 táján jelent meg ez a vidék. Akkoriban önálló, nem kínai állam volt itt, de már akkor vonzotta a kínai bevándorlókat. A mandzsu dinasztia idején osztották be területét kínai tartományba, majd 1724-től szervezték meg Hunan tartományt.
A 19. századra túlnépesedetté vált a tartomány, erősen érintették a kor parasztmozgalmai. Előbb a miao nép lázadását szenvedte meg (1795-1806), majd 1850-ben a tajping-felkelés dúlta fel. A harcok 1864-ig tartottak.
1927-ben a kommunisták vezetésével lázadtak fel (Mao Ce-tung is a tartomány szülötte, akkoriban itt tevékenykedett), majd innen indult ki a Hosszú Menetelés.
A második világháborúban a japán csapatok hosszú ideig ostromolták a tartományi székhelyet, Csangsa várost. Végül 1944-ben elfoglalták.
Mao Ce-tung halála után reformkorszak kezdődött Kínában. Ezeket azonban Hunanban jóval később vezették be, mint máshol.

## Közigazgatás
Hunan 13 prefektúrai jogú városra és egy autonóm prefektúrára van felosztva:
Prefektúrai jogú városok:
- Csangsa (egyszerűsített kínai: 长沙市; pinjin: Chángshā Shì)
- Csangcsiacsie (张家界市 Zhāngjiājiè Shì)
- Csangtö (常德市 Chángdé Shì)
- Jijang (益阳市 Yìyáng Shì)
- Jüejang (岳阳市 Yuèyáng Shì)
- Csucsou (株州市 Zhūzhōu Shì)
- Hsziangtan (湘潭市 Xiāngtán Shì)
- Hengjang (衡阳市 Héngyáng Shì)
- Csencsou (郴州市 Chénzhōu Shì)
- Jungcsou (永州市 Yǒngzhōu Shì)
- Saojang (邵阳市 Shàoyáng Shì)
- Hengjang (怀化市 Huáihuà Shì)
- Louti (娄底市 Lóudǐ Shì)

Autonóm prefektúra:
- Xiangxi Tujia és Miao Autonóm Prefektúra (湘西土家族苗族自治州 Xiāngxī Tǔjiāzú Miáozú Zìzhìzhōu)

## Népesség
| Lakosok száma | 65 683 722 | 66 444 864 | 39 642 000 |
|               | 2010       | 2020       | 2023       |

## Külső hivatkozások
- Hunan tartomány hivatalos honlapja
- Hunan tartomány térképe